# Kōichi Hayashida
Pour les articles homonymes, voir Hayashida.
Kōichi Hayashida (林田 宏一, Hayashida Kōichi), né en 1969 à Tokyo, est un level designer et programmeur de jeux vidéo japonais ayant travaillé notamment comme directeur du level design pour le jeu Super Mario Galaxy, assistant-réalisateur pour Donkey Kong: Jungle Beat et programmeur principal pour Super Mario Sunshine. Il est aussi le réalisateur de Super Mario Galaxy 2, Super Mario 3D Land et Super Mario 3D World.

## Travaux
- 1993 : Joy Mecha Fight, réalisateur
- 2002 : Super Mario Sunshine, programmeur
- 2004 : Donkey Kong: Jungle Beat, assistant-réalisateur
- 2007 : Super Mario Galaxy, directeur du level design
- 2010 : Super Mario Galaxy 2, réalisateur
- 2011 : Super Mario 3D Land, réalisateur
- 2013 : Super Mario 3D World, réalisateur
- 2014 : Captain Toad: Treasure Tracker, producteur